# Cucina ligure

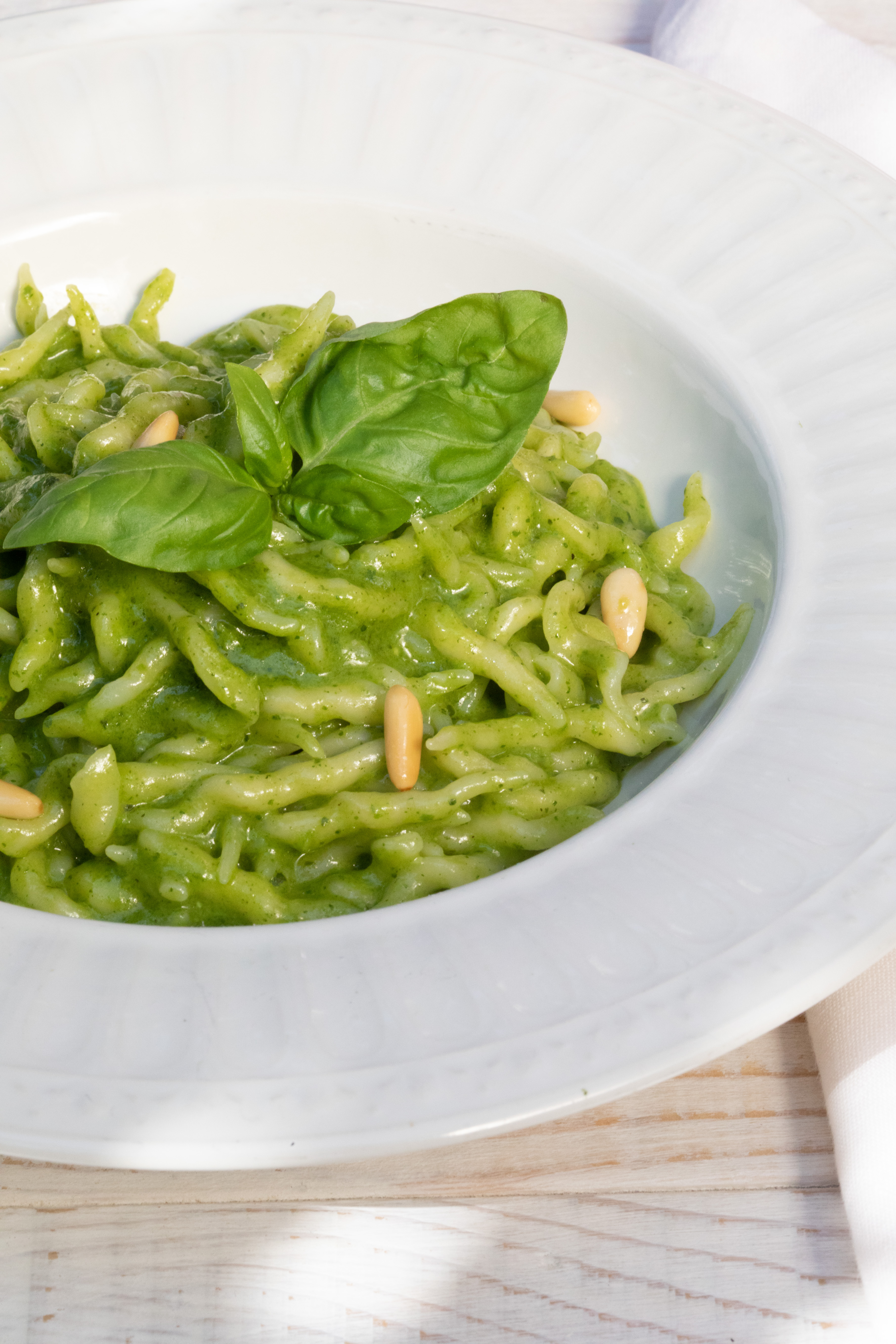
Un piatto di trofie al pesto: un caposaldo della cucina ligure

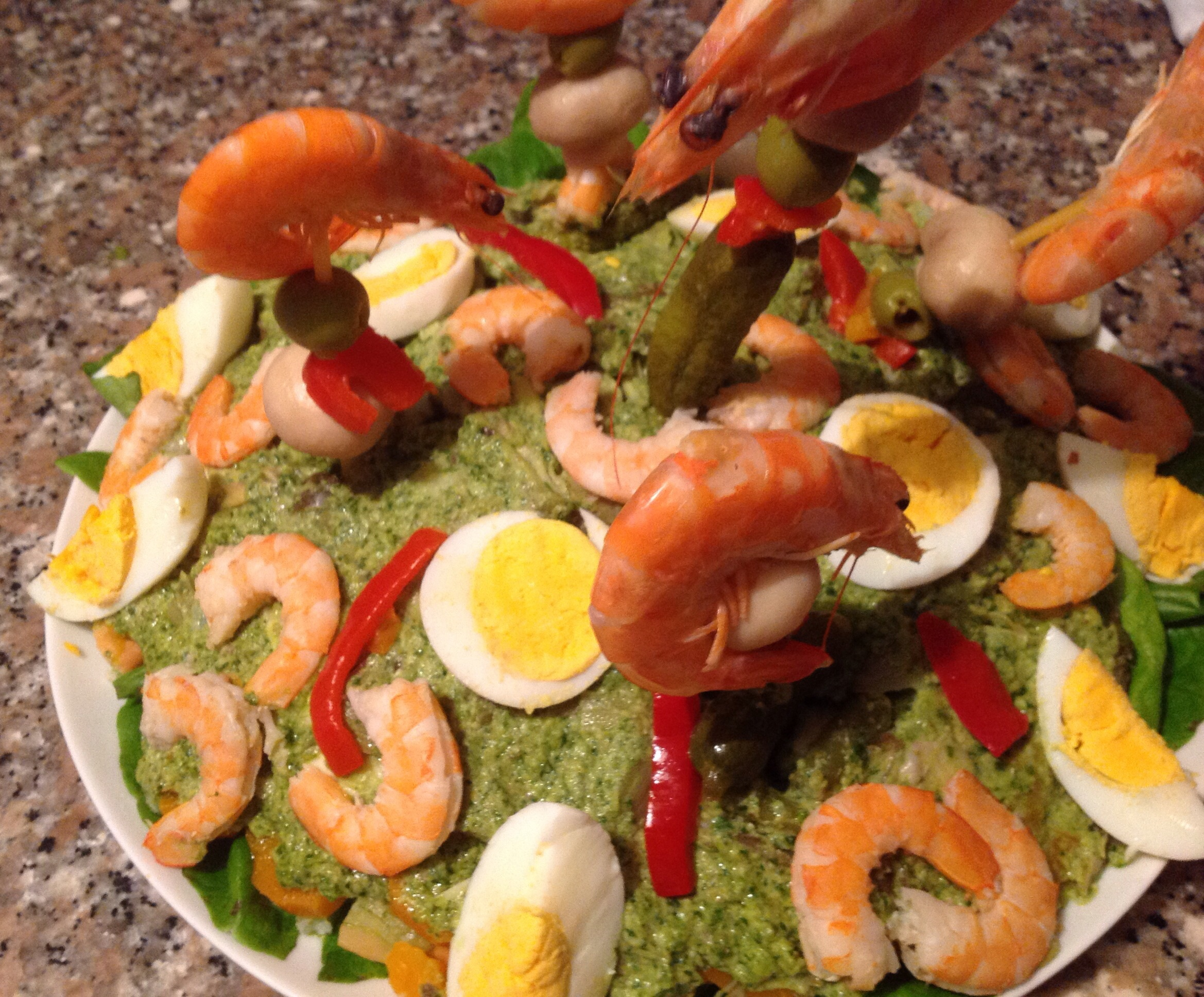
Il cappon magro

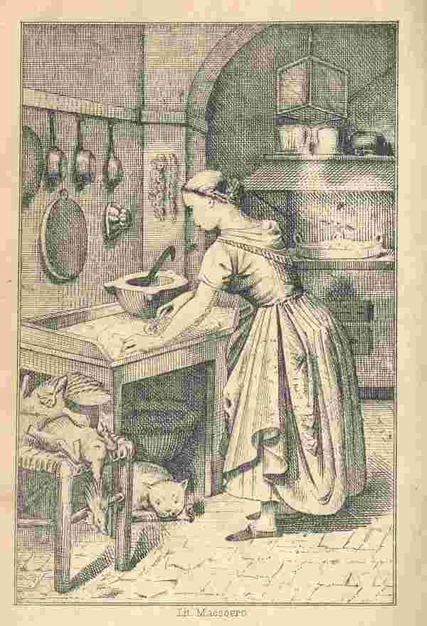
Interno di una cucina nel frontespizio di La cuciniera genovese (edizione 1877)

La cucina ligure è costituita dai piatti della tradizione culinaria della Liguria, regione che fa uso di ingredienti legati sia alla produzione locale (come il preboggion, miscuglio di erbe selvatiche), sia alle importazioni provenienti da zone con cui nei secoli, i liguri hanno avuto frequenti contatti (come il pecorino sardo, uno degli ingredienti del pesto).
Una cucina composta prevalentemente da alimenti di umili origini, propria delle genti di campagna, dei montanari e dei naviganti, fatta di alimenti semplici, comuni ed economici, che è tuttavia diventata costosa e ricercata.
La gastronomia della Liguria si contraddistingue per sei grandi elementi:
- le erbe selvatiche spontanee del territorio (maggiorana, salvia, rosmarino, alloro, timo, ecc.) e i prodotti dell'orto di casa (cipolle, patate, basilico, melanzane, ecc.);
- le primizie delle coltivazioni e dei boschi (basilico, pomodori cuore di bue, zucchine trombette, asparagi e carciofi albenganesi, funghi, tartufi della Valbormida, frutta fresca e frutta secca);
- l'olio d'oliva;
- i prodotti farinacei (focacce, farinate, torte salate, ecc.);
- la vasta gamma di paste secche e fresche;
- il pescato (acciughe, gamberi, polpi, moscardini, seppie, muscoli, triglie, ecc.) e la selvaggina, che è determinata dall'alta boscosità.

## Caratteristiche
La cucina utilizza perlopiù gli alimenti che il luogo offre. La scarsità di pascoli bovini costrinse i Liguri a sviluppare piatti a base di ingredienti alternativi quali il pesce e le erbe, a cui successivamente si aggiunse la selvaggina. Assume una certa importanza il coniglio, diffuso probabilmente perché gli spazi delle case contadine strette tra le terrazze fungevano da recinti per piccoli animali. Da questo insieme di necessità nascono così i condimenti a base di erbe selvatiche o coltivate, tra cui spicca il pesto, che viene usato sia come salsa per condire la pasta, sia aggiunto ai minestroni prevalentemente autunnali ricchi di molte varietà di verdure fresche.  Importanza assumono anche le molte torte salate alle verdure, la più famosa delle quali è la torta pasqualina, i ripieni e le focacce, tra cui la focaccia con il formaggio di Recco.
Vi sono piatti che hanno alla base ingredienti poveri come, per esempio, le erbe o le castagne. Si tratta di alimenti che provengono dalla mensa del contadino ligure che con la propria tenacia ha domato l'asprezza dei luoghi per potere coltivare la terra su strette fasce, e soprattutto appartengono alla tavola degli abitanti delle zone montane più impervie.
Ugualmente, la cucina ligure risente della contaminazione di altri luoghi e popoli con i quali nell'arco dei secoli i liguri e i genovesi sono entrati in contatto, soprattutto per commercio e conquiste. Basti poi pensare alle spezie (oltre ai tradizionali odori o sapori) che anche nei tempi antichi erano cosa di uso comune in Liguria, ma in altre regioni di uso piuttosto raro.
Altra anima della cucina è il mare: ci sono i piatti nati a bordo e quelli nelle case, nelle famiglie che restavano a casa o al ritorno dei congiunti.

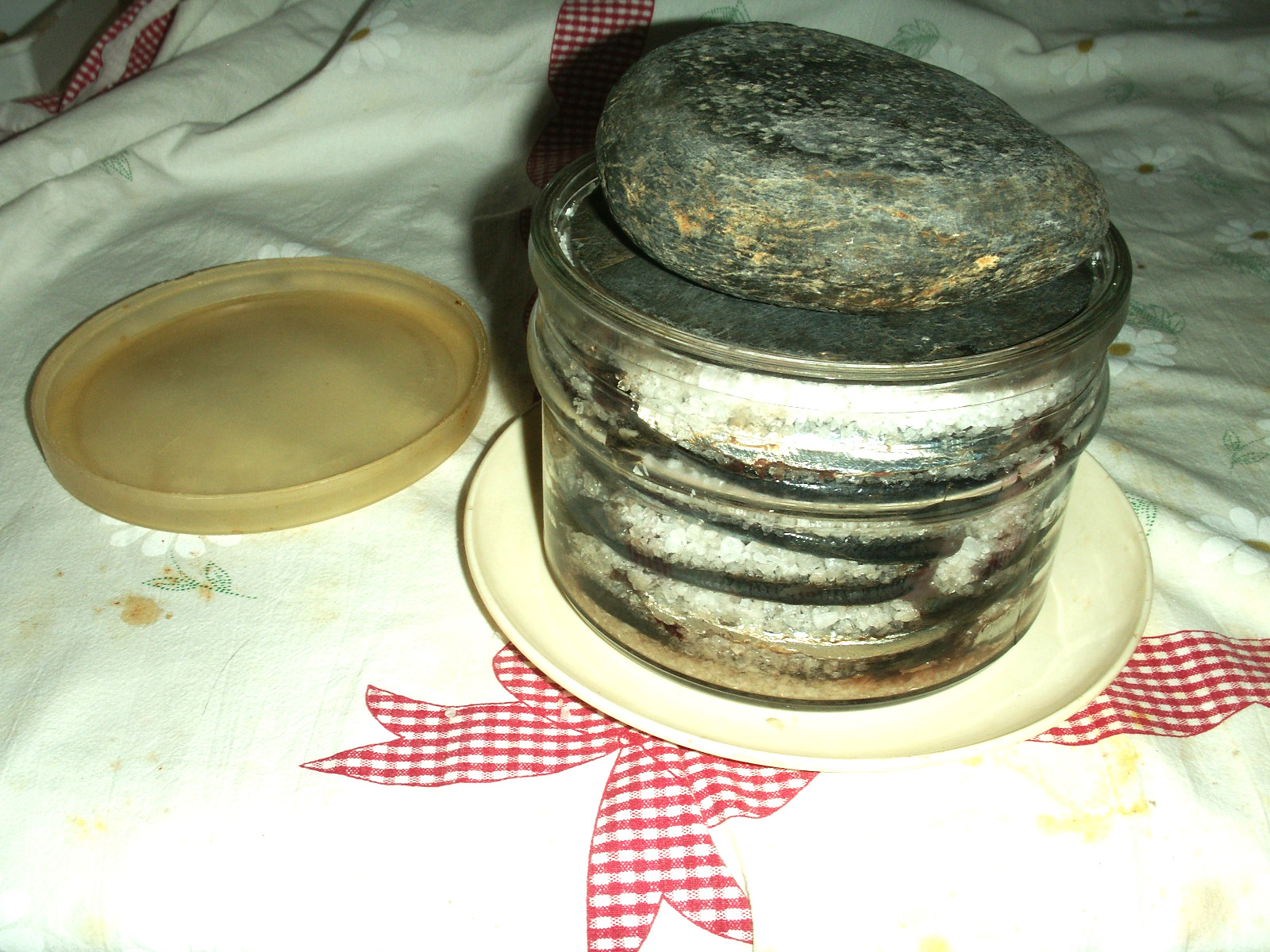
Arbanella di acciughe sotto sale

Rispetto al discorso contaminazioni fra cucine regionali vicine e il mare che bagna l'esteso arco ligure, si pensi all'enorme quantità di cibi, spezie e nuovi alimenti provenienti da altre città italiane o paesi e continenti (Americhe, Asia, Medioriente) si sia riversata in Italia e in Europa attraverso Genova. Sino a poco tempo fa erano presenti in porto i vecchi silos del grano.
Infine c'è la cucina dei giorni di festa e poi quella del nostos (ritorno) dei naviganti a casa e quella delle ricchissime mense dei potenti: dei Dogi, dei futuri Papi, dei conquistatori dei mari.
Fondamentale nella cucina ligure è poi la conservazione degli alimenti e dunque l'uso delle arbanelle, riempite per esempio con funghi sottolio, marmellate, miele, acciughe sotto sale, prodotti in salamoia, e intingoli tra i più disparati.

### La cuciniera genovese
La cuciniera genovese, con sottotitolo La vera maniera di cucinare alla genovese, scritta da Gio Batta Ratto nel 1863, è la prima pubblicazione di un saggio completo (481 ricette) della cucina del territorio genovese. Nelle edizioni successive appare anche il nome del figlio Giovanni.

## Antipasti
- Acciughe sotto sale
- Antipasto di funghi
- Antipasto misto di mare

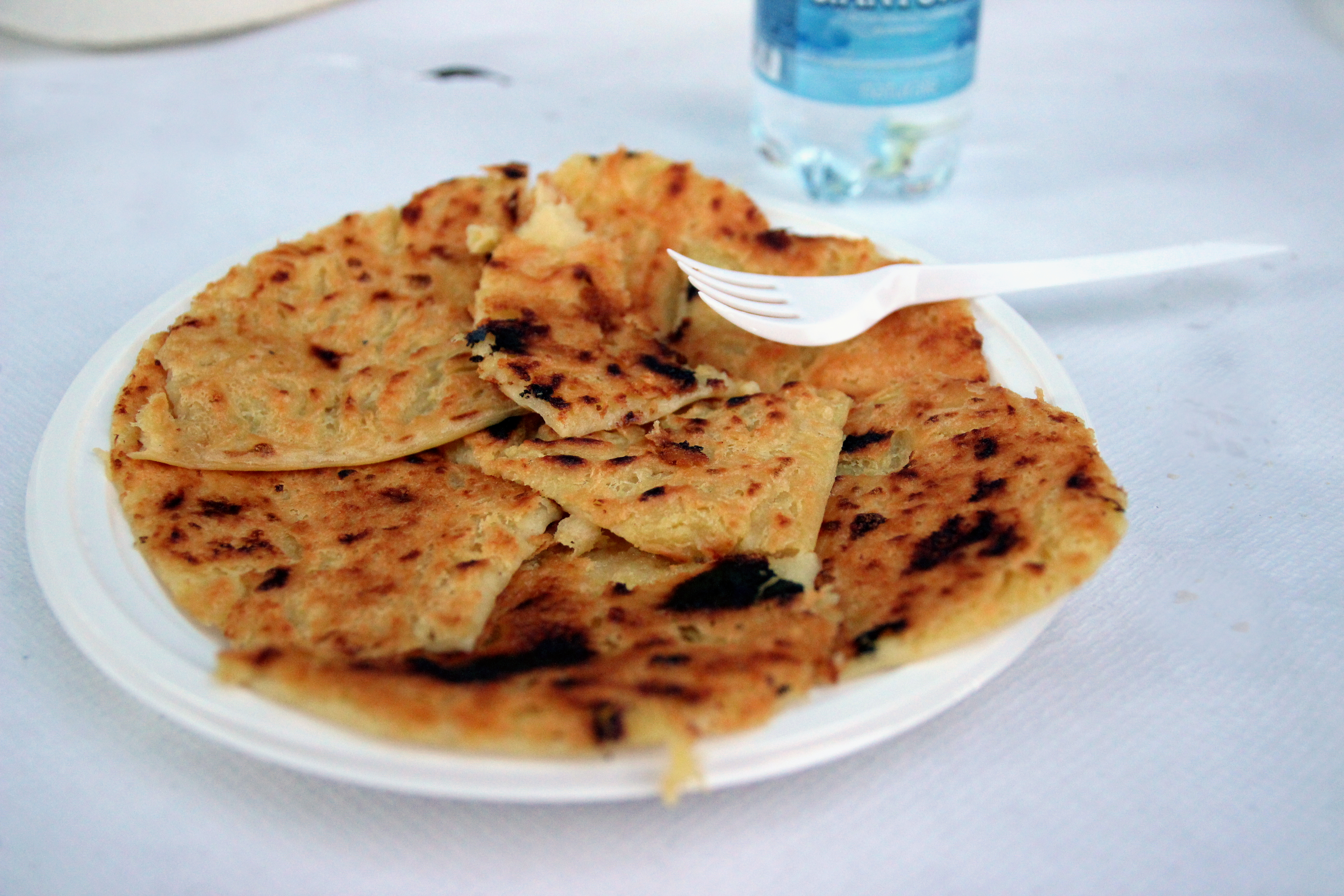
Farinata di ceci

- Antipasto misto ligure (con specialità locali dell'entroterra)
- Barbagiuai
- Biscotti salati
- Ciappe
- Crocchette di patate (impanate e fritte)
- Cuculli, frittelle di farina di ceci
- Farinata bianca
- Farinata con cipollotto e boraggine
- Farinata con il cipollotto
- Farinata con il rosmarino
- Farinata con i bianchetti (in ligure gianchetti)
- Farinata di ceci
- Farinata di zucca
- Focaccette al formaggio
- Focaccia con il formaggio[4]
- Focaccia con le cipolle
- Focaccia con le olive
- Focaccia con le patate
- Focaccia genovese (fugassa all'euio)[5]
- Focaccia ripiena
- Fritelle di cipolla
- Frittelle di lattuga, friscioeu, o friscioli[6]
- Frittelle di pastella con fiori di zucca
- Frittelle di pastella con fiori zucca e pesce (bianchetti, ecc.)
- Gattafin[7]
- Insalata di polpo
- Mortadella nostrale
- Mostardella di Sant'Olcese[8]
- Mousse di funghi
- Olive marinate
- Panissa
- Pasta d'acciughe
- Piscialandrea (con acciughe)
- Pizza bianca con patate e fagiolini
- Polpettine fritte
- Polpettone di melanzane
- Polpo e patate
- Salame di Sant'Olcese
- Salsicce di Pignone
- Sardenaira (con sarde) o piasciadela (nome ventimigliese)[9]
- Sgabei
- Testaieu
- Testaroli
- Torta baciocca, di patate e cipolle
- Torta di bietole
- Torta di carciofi
- Torta di patate
- Torta di riso
- Torta di trombette
- Torta di zucca
- Torta pasqualina
- Torta verde mista
- Verdure ripiene (con verdure o carne e verdura)

## Salse e sughi
- Aceto di mele[10]
- Aggiadda[11]
- Aglié[12]
- Machetto o salsa d'acciughe[13]
- Pesto di basilico
- Pesto di fave
- Ragù bianco
- Ragù di coniglio
- Ragù di selvaggina (cinghiale, lepre, cervo, ecc.)
- Ragù genovese, u toccu
- Salsa di noci
- Salsa di tartufo
- Salsa verde
- Sugo con olive "taggiasche"
- Sugo di funghi[14]
- Sugo di pesce
- Sugo ligure

## Pasta, riso e minestre
La Liguria, sede della prima Corporazione dei Pastai d'Italia, ha giocato un ruolo importantissimo nella diffusione della pasta, sia secca che fresca.
Condimenti: pesto, pesto di fave, salsa di noci, sugo ligure, sugo di funghi, sugo di pesce, u toccu, ragù bianco, ragù di coniglio, ragù di selvaggina (cinghiale, lepre, cervo, ecc.), tartufi.
- Battolli
- Bavette
- Bricchetti
- Corzetti
- Fidelini
- Gnocchi di patate
- Gran pistau[15]
- Lasagne al pesto
- Lasagne alla ligure
- Lasagnetta di pesce
- Linguine alla genovese
- Mandilli[16]
- Mescciüa
- Minestrone alla genovese
- Pancotto, pancheutto,[17] è il cibo più economico in assoluto.
- Panigacci
- Pansoti
- Pappardelle
- Penne
- Picagge
- Ravioli di borragine
- Ravioli alla ligure (con "tuccu a-a zeneize")
- Risotto ai carciofi
- Risotto ai frutti di mare
- Risotto ai funghi
- Risotto con sugo di trombette
- Scocuzzù
- Taglierini
- Trenette
- Trofie
- Zembi d'arzillo (ravioli di pesce)[18]
- Zemin di ceci

## Pesce
- Acciughe in salamoia, dissalate, sott'olio
- Acciughe (o sarde) ripiene
- Baccalà al verde
- Bagnùn d'acciughe
- Boghe in scabeccio[19]
- Brandacujun
- Buridda
- Cappon magro
- Cicciarelli di Noli[20]
- Ciuppìn[21]
- Frittelle di baccalà, frexieoi de bacalà[22]
- Gianchetti
- Mosciame
- Muscoli alla marinara
- Muscoli del Golfo[23].
- Muscoli ripieni
- Pignurin alla salsa di pomodoro[24]
- Rossetti
- Seppie alla spezzina
- Seppie in zimino[25]
- Stoccafisso accomodato
- Tonno alla genovese

## Carne
- Agnello arrosto
- Capra e fagioli[26]
- Capretto
- Carne alla ciappa
- Cima[27]
- Coniglio alla ligure
- Cinghiale alla ligure con polenta[28]
- Cinghiale in casseruola[29]
- Fratti[30]
- Fricassea di pollo alla ligure[31]

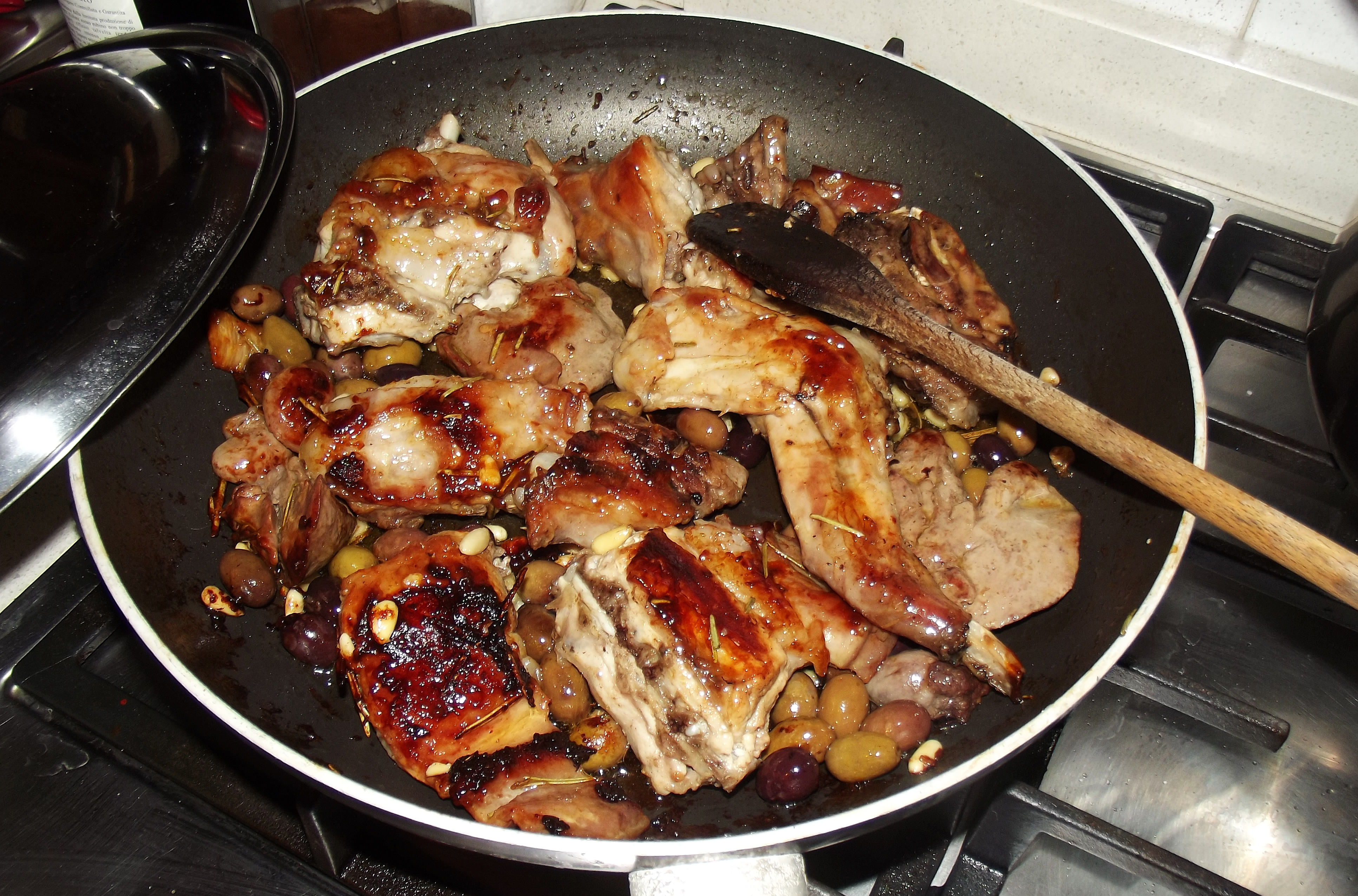
Coniglio alla ligure (con olive e pinoli)

- Frizze della Val Bormida, fegato e salsiccia di maiale[32]
- Gallo nero della Val di Vara
- Giancu e negru (Bianco e nero), fritto misto alla genovese di frattaglie d'agnello note come (coratella)[33]
- Prosciutto di Castelnuovo Magra
- Sanguinaccio (berodo)[34]
- Sbira
- Selvaggina (per esempio cervo, capriolo, lepre)
- Stecchi fritti[35]
- Tacchino alla storiona[36]
- Testa in cassetta
- Trippa alla genovese
- Trippa fritta
- Trippa in insalata
- Vitello all'uccelletto
- Zucchine ripiene alla ligure[37]

## Verdure
- Asparago violetto di Albenga e di Perinaldo
- Boraggine
- Borboggion (pianta dello zucchino)
- Carciofo di Perinaldo
- Carciofo violetto d'Albenga
- Cavolo lavagnino o Bronzino di Lavagna
- Condiglione
- Fagiolo di Badalucco
- Fagiolo di Pigna
- Fagiolo di Conio
- Gaggetta di Lavagna (cavolo cappuccio primaticcio)
- Patata quarantina[38]
- Preboggion
- Scorzonera
- Segranna, insalata di sedano e formaggio grana[39]
- Tartufo della Val Bormida
- Verdure ripiene (al forno)[40],[41]
- Zucca di Rocchetta Cengio
- Zucca trombetta d'Albenga
- Zucchina alberello di Sarzana

## Formaggi
- Brussu della Valle Arroscia
- Brutto ma buono di Brugnato
- Caprino
- Casareccio di Gorreto[42]
- Formaggetta della Val di Vara
- Formaggetta della Val Graveglia[43][44]
- Formaggetta di Stella San Giovanni
- Giuncata (zuncà) di Savona, si abbina a un Riviera Ligure di Ponente Rossese
- Mozzarella di Brugnato
- Prescinsêua
- Ricotta ligure (Recottu)[45]
- San Sté[46]
- Toma di Mendatica dell'Alta Valle Arroscia
- Toma di pecora brigasca
- Vaise

## Frutta
La frutta e la macedonia di frutta si accompagna con vini dolci, bianchi o rossi.
- Albicocca Valleggia (Quiliano)
- Castagne fresche ed essiccate nei tecci di Calizzano e Murialdo
- Ciliegia di Sarzana e di Castelbianco

## Dolci
- Amaretti del Sassello
- Amaretti di Savona
- Anicini[47]
- Baci di Sanremo
- Baci della Riviera (i più noti sono quelli di Alassio, ma ne esistono molte altre varianti)
- Baci di dama
- Baxin d'Albenga
- Biscotti alla lavanda[48]
- Biscotti del Lagaccio[49]
- Brioche Falstaff
- Buccellato di Sarzana
- Camogliesi al Rum
- Canditi di Genova
- Canestrello di Montoggio
- Canestrelli
- Castagnaccio
- Castagnole
- Cavolini
- Bugie[50]
- Chinotto dolce "in spirito"
- Cioccolato genovese
- Confetteria, anche "farcita"
- Croccante di mandorle[51]
- Cubaite
- Focaccia dolce di Sarzana
- Frittelle di mele[52]
- Frittelle di San Giuseppe
- Frutta farcita al caramello
- Gelato alla crema di "castagne"
- Gelato alla Mimosa
- Gelato "Paciugo"
- Gobeletti[53]
- Latte dolce[54]
- Mescolanza
- Michetta di Dolceacqua[55]
- Olandesina
- Pandolce
- Pan dei morti nella provincia di Savona
- Pane del marinaio[56]
- Panera
- Quaresimali[57]
- Ravioli dolci[58]
- Risiny
- Sacripantina
- Salame dolce al cioccolato
- Salame dolce alla marmellata
- Salamella di cioccolato e biscotto
- Sciuette di Varese Ligure
- Spungata (o Spongata), antico dolce tipico di Sarzana e dell'entroterra spezzino (e della Lunigiana); nell'imperiese ve ne è una variante a Seborga.
- Torta di riso dolce
- Torta di Mazzini
- Torta Zena
- Zuccherini vari detti "dragiate"[59]

## Bevande
- Sciroppo di rose della Valle Scrivia[60]
- Amaretto di Portofino
- Amaretto di Sassello (liquore)[61]
- Amaro Camatti
- Amaro Santa Maria al Monte
- Basilichito
- Birra artigianale Liguria[62]
- Chinotto di Savona[63]
- Distillato di prugna di Varese Ligure[64]
- Erba Luisa o Cedrina
- Grappa delle Cinque Terre
- Limonata di Portofino
- Limoncino delle Cinque Terre
- Liquore al basilico[65]
- Perseghin
- Vino di mele o sidro
- Vino di sambuco o spumante dei poveri

### Vini della Provincia d'Imperia
- Moscatello di Taggia
- Ormeasco
- Pigato
- Rossese di Dolceacqua
- Rossese di Dolceacqua superiore
- Vermentino

### Vini della Provincia di Savona
- Lumassina o Mataossu[66]
- Pigato
- Rossese d'Albenga
- Vermentino
- Granaccia[67]
- Nostralino di Finalborgo e di Magliolo, fatto con il vitigno Barbarossa

### Vini della Città metropolitana di Genova
- Bianchetta Genovese
- Bianco di Coronata
- Bianco frizzante del Tigullio
- Bianco Tigullio
- Ciliegiolo del Tigullio
- Ciliegiolo novello del Tigullio
- Corochinato
- Moscato del Tigullio[68]
- Polceverasco, fatto con il vitigno Rollo
- Rosso del Tigullio
- Spumante del Tigullio
- Vermentino del Tigullio

### Vini della Provincia di La Spezia
- Albarola
- Bianco di Levanto
- Colli di Luni
- Cinque Terre, fatto con il vitigno bosco e albarola[69]
- Novello di Levanto
- Rosso di Levanto
- Sciachetrà

## Galleria d'immagini

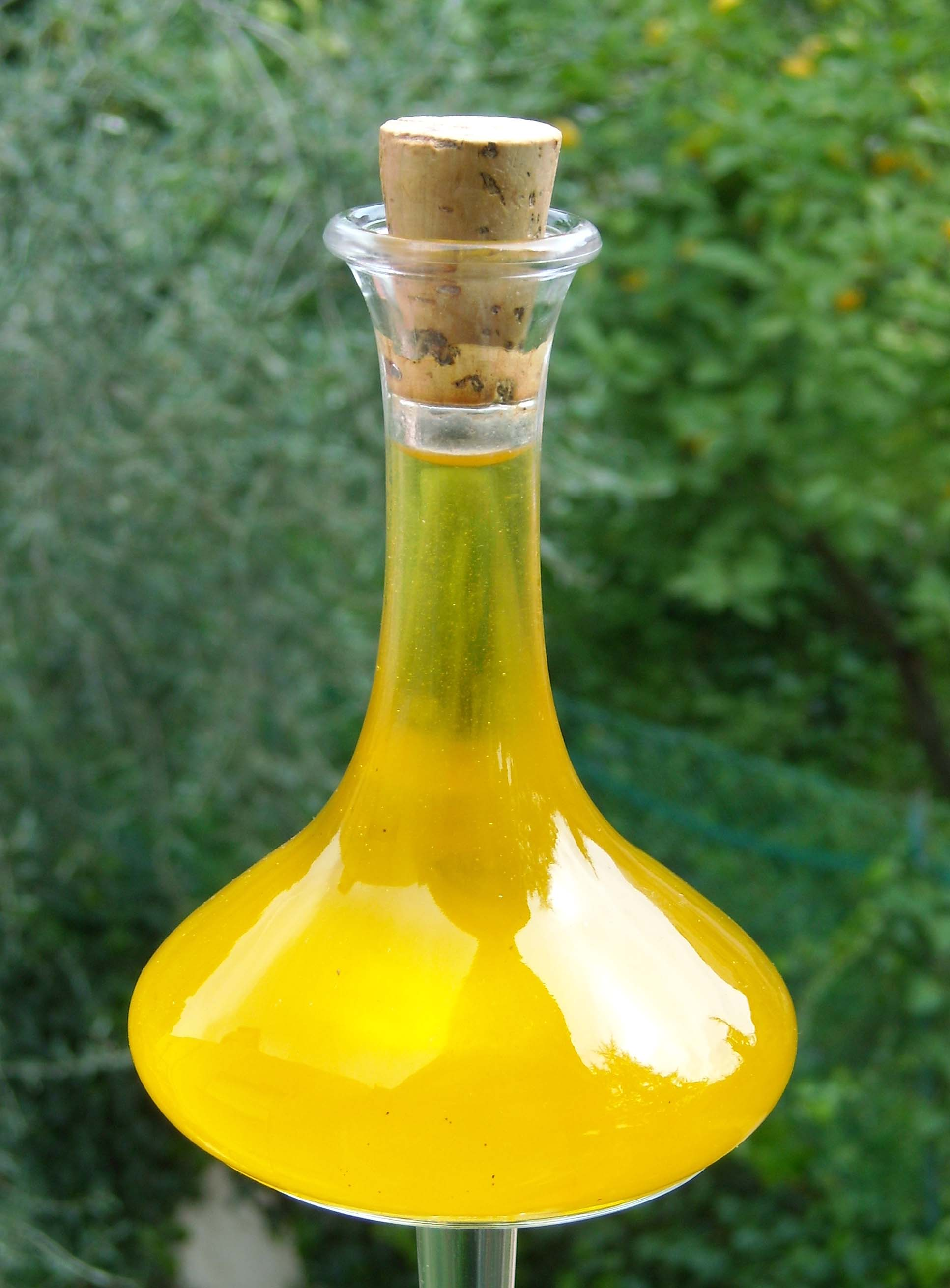
Olio d'oliva della Riviera ligure
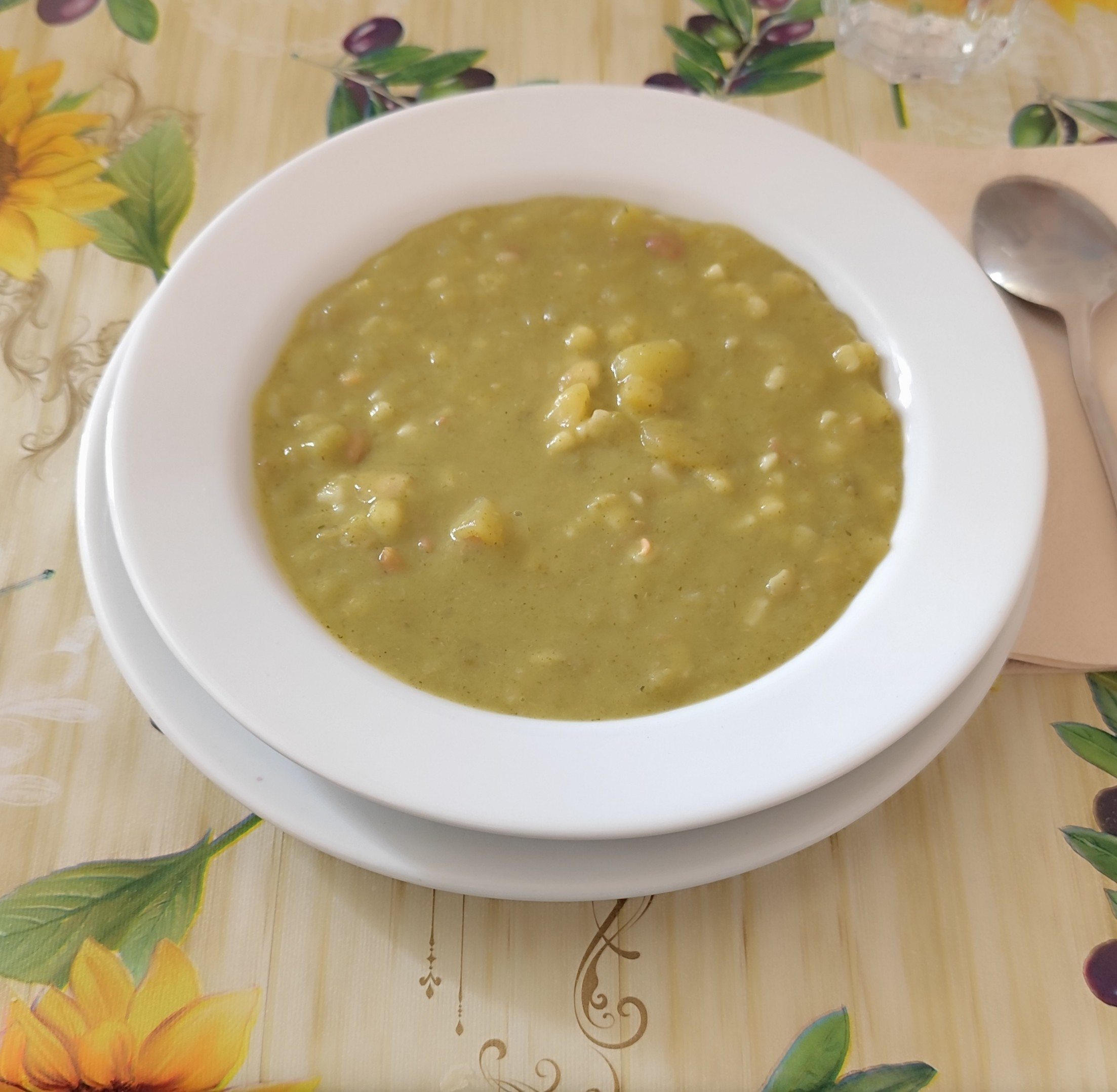
Minestrone alla genovese
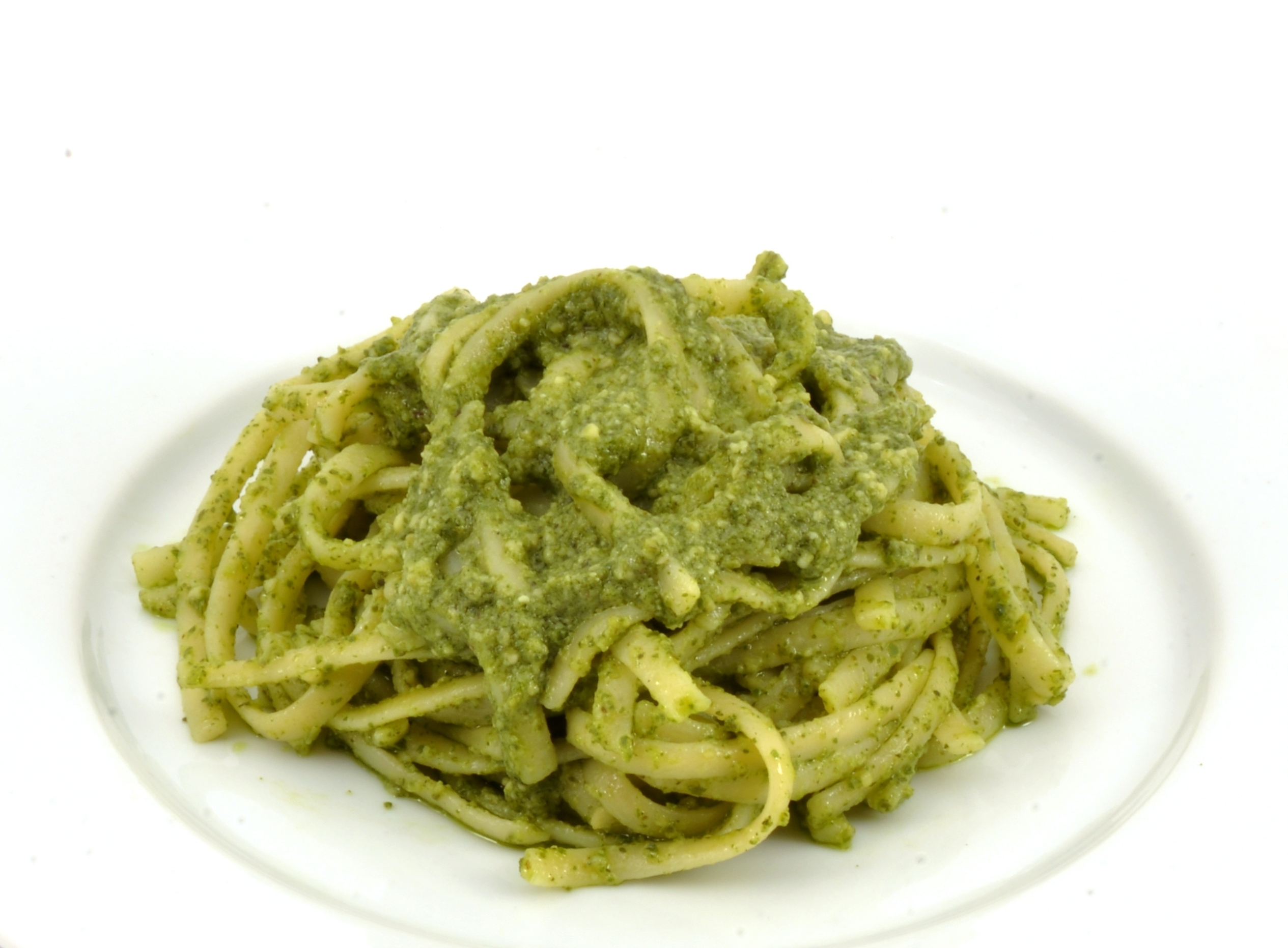
Linguine al pesto
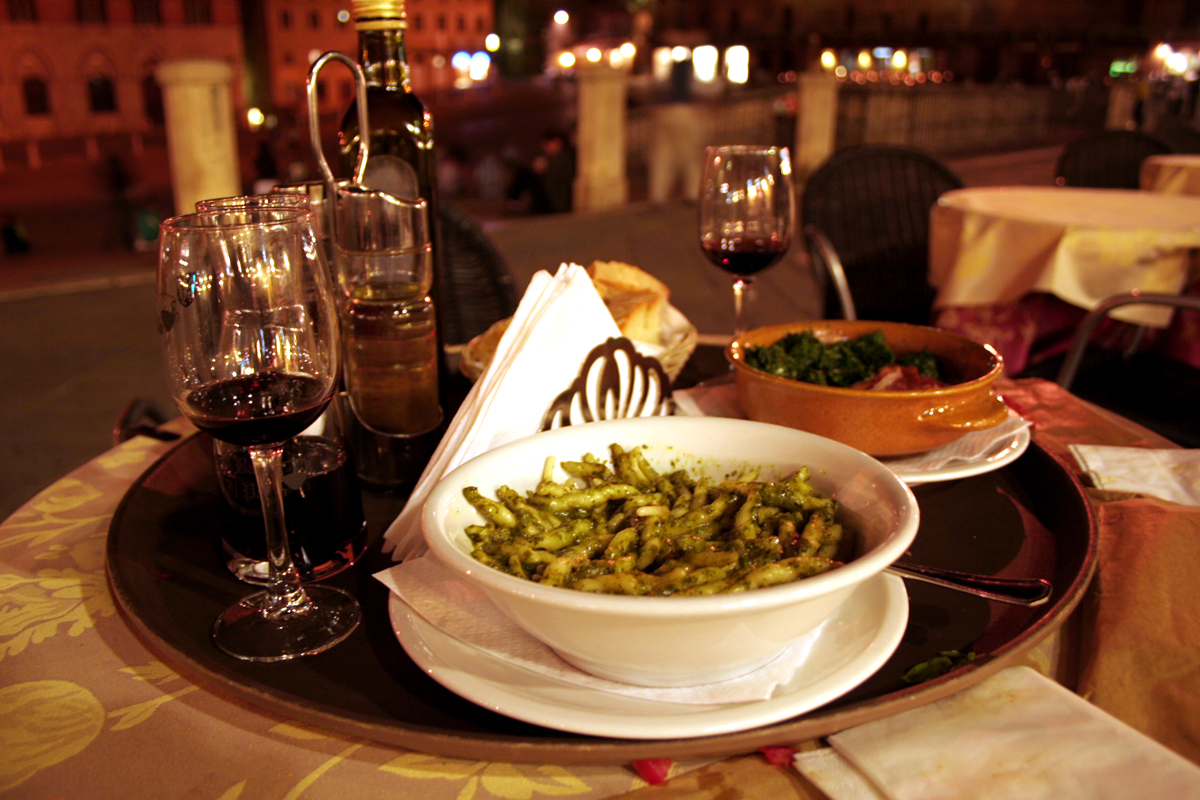
Trofie al pesto
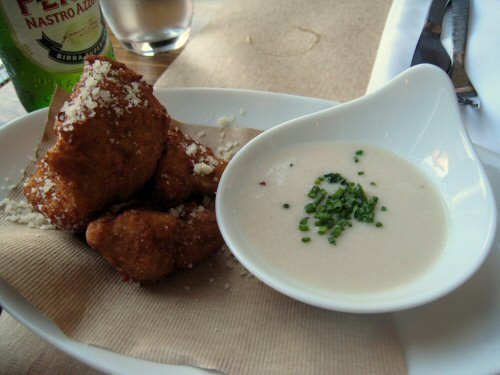
Agliata
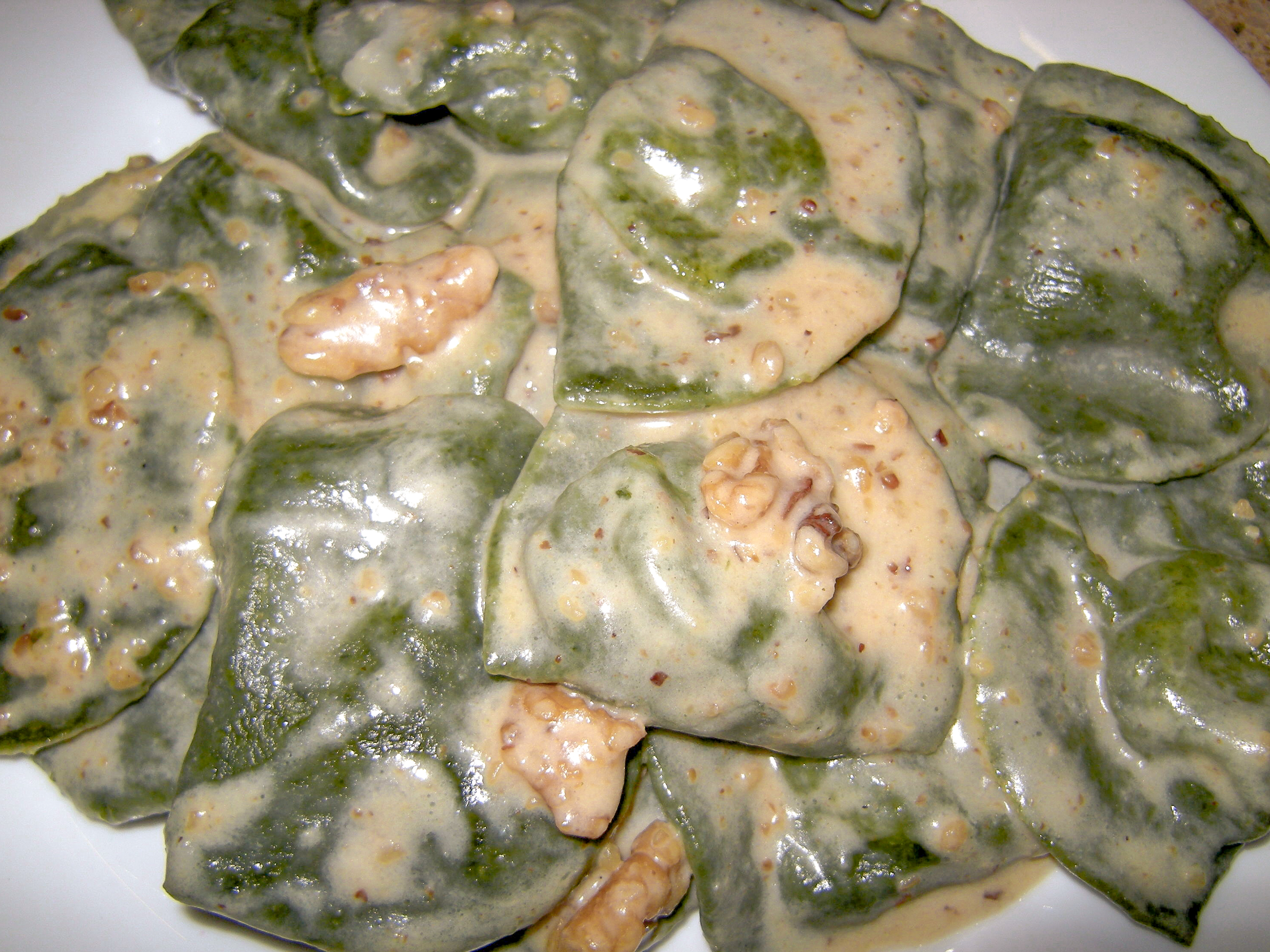
Salsa di noci
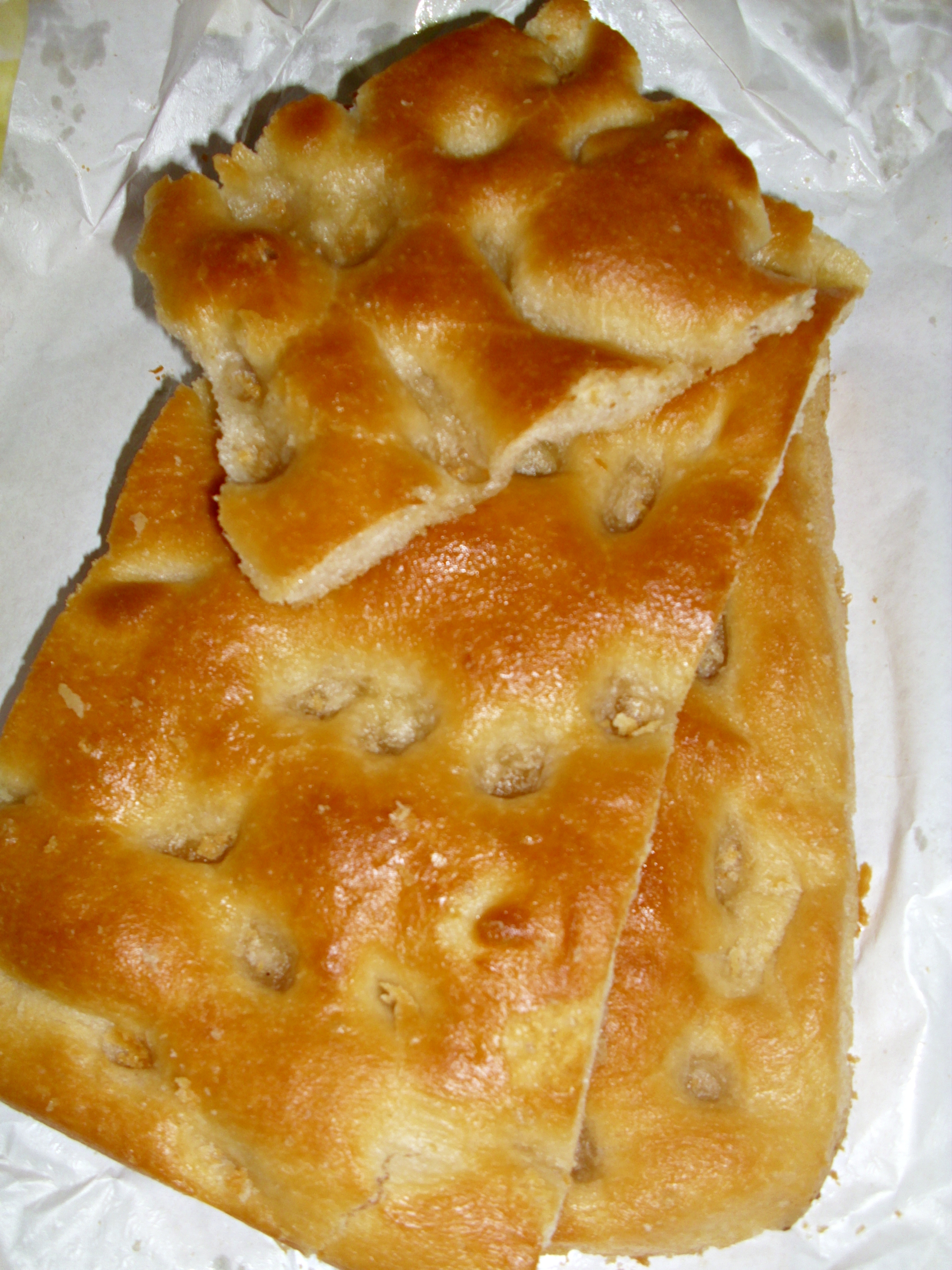
Focaccia genovese
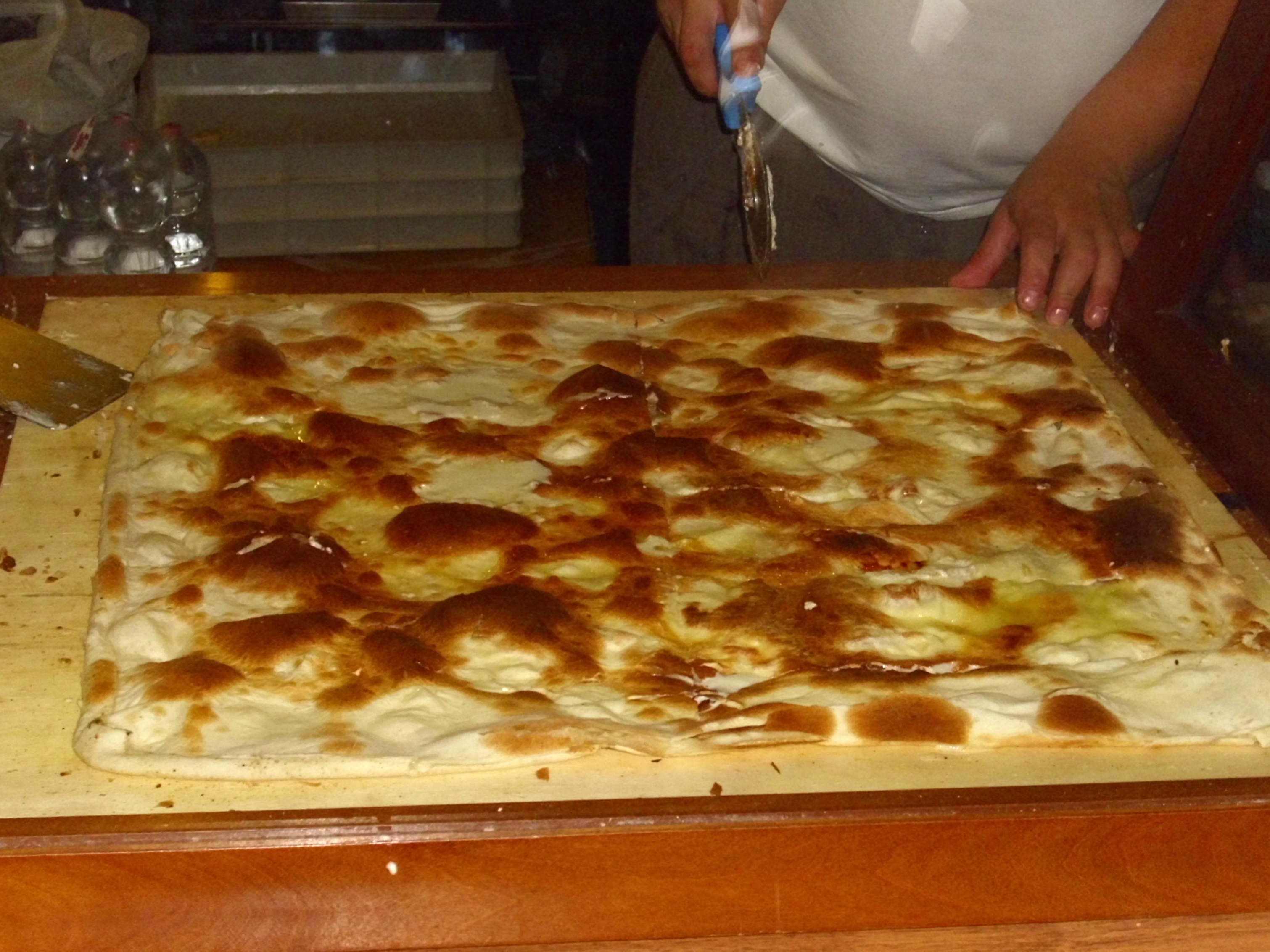
Focaccia al formaggio
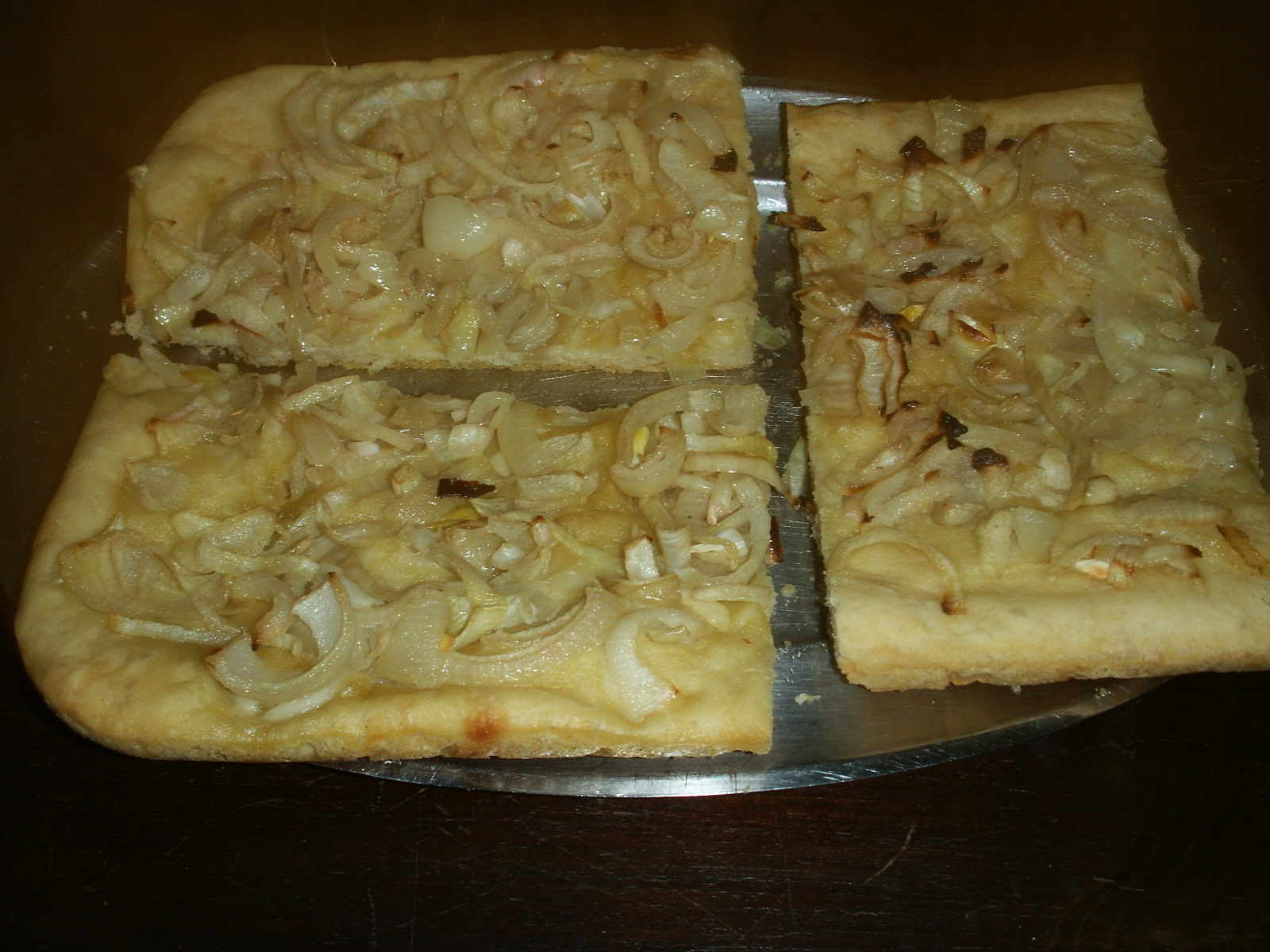
Focaccia con le cipolle
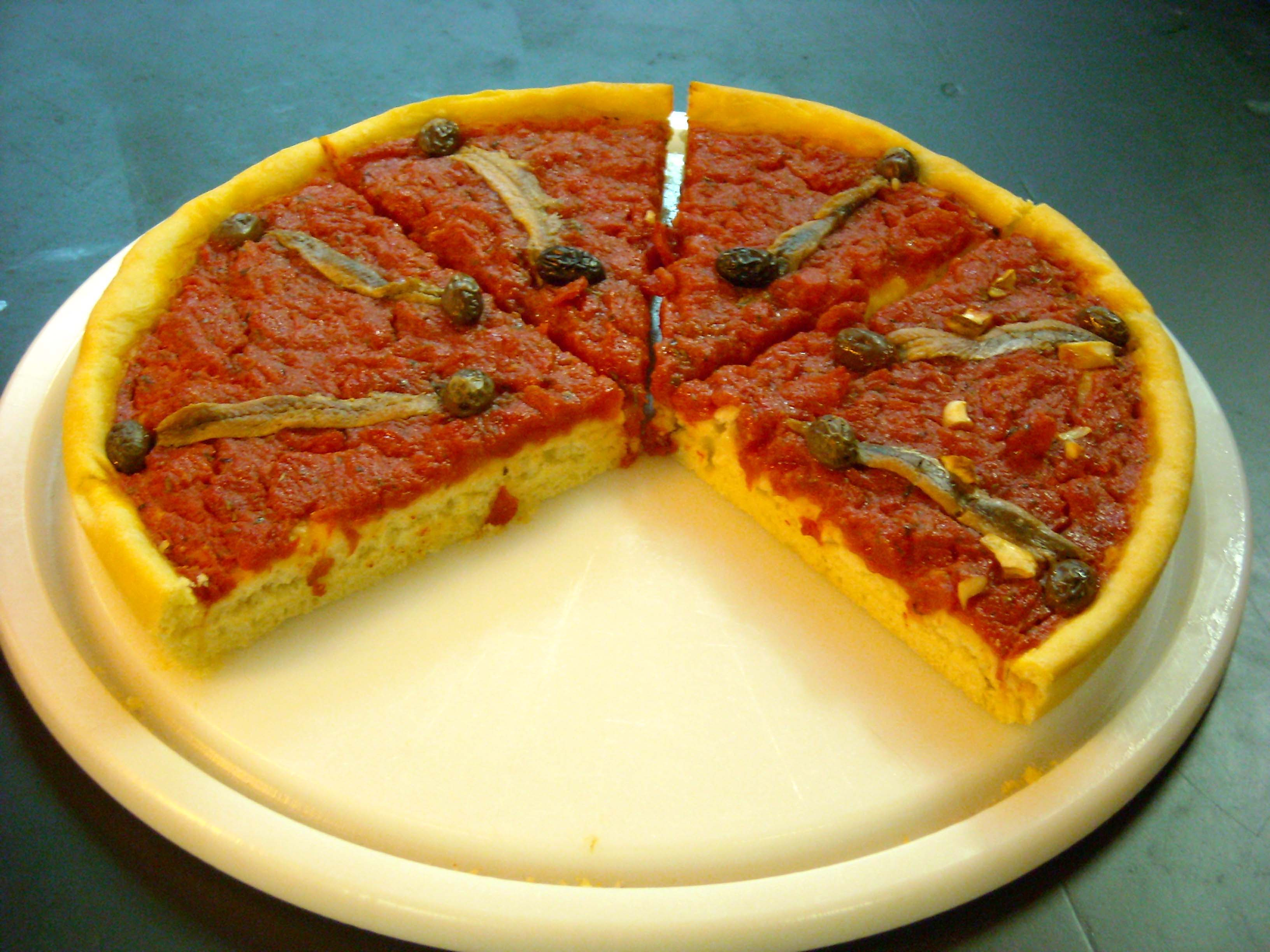
Piscialandrea
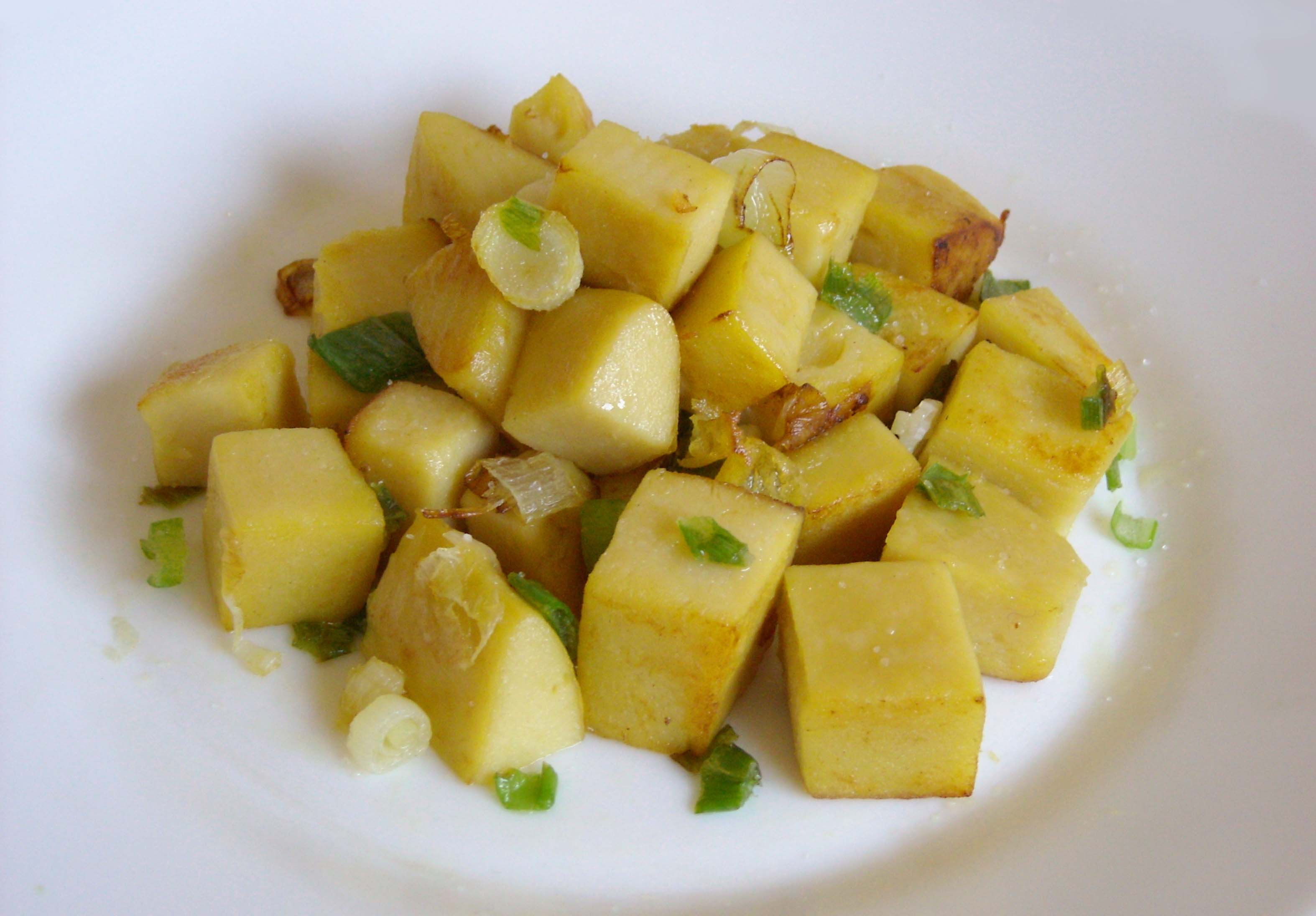
Panissa
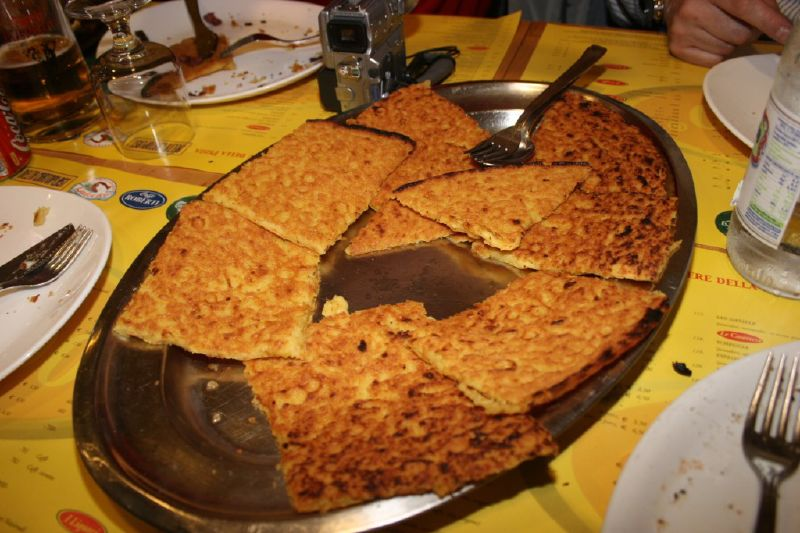
Farinata
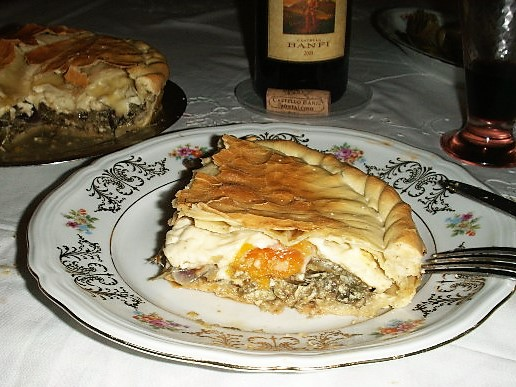
Torta pasqualina
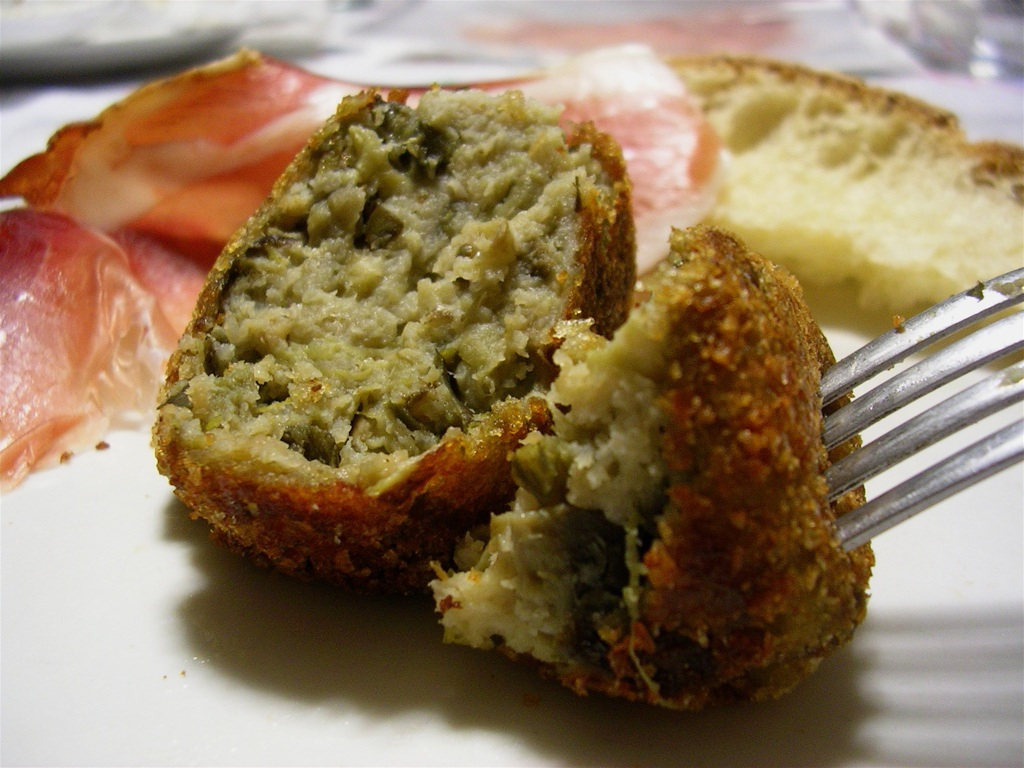
Polpettone alle melanzane
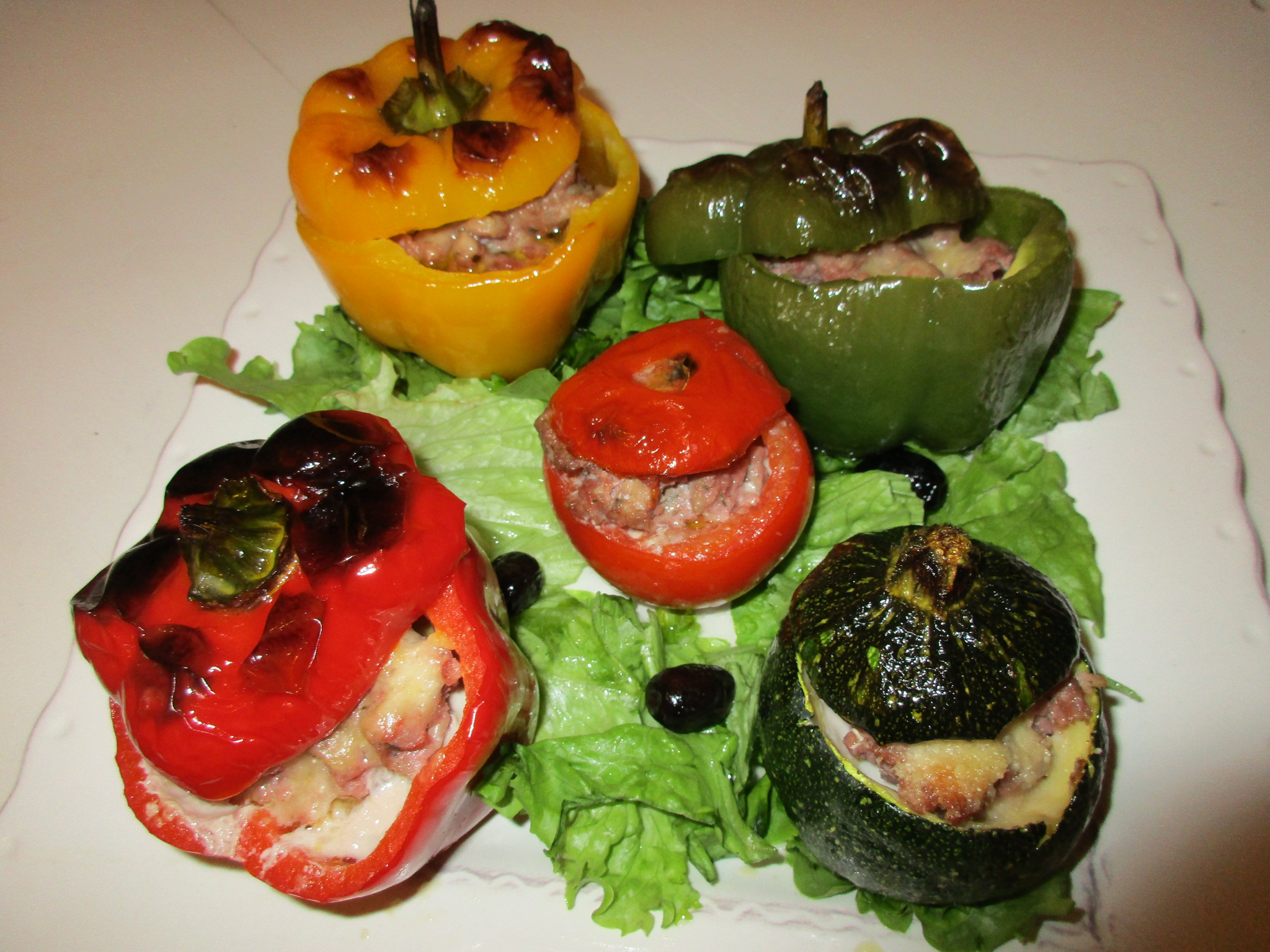
Verdure ripiene
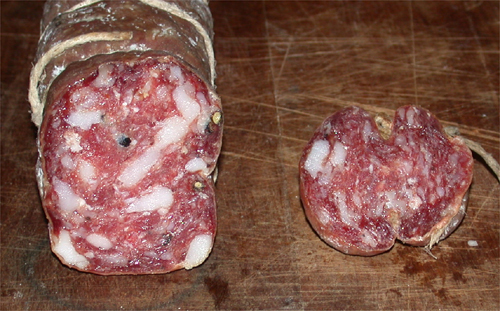
Salame genovese di Sant'Olcese
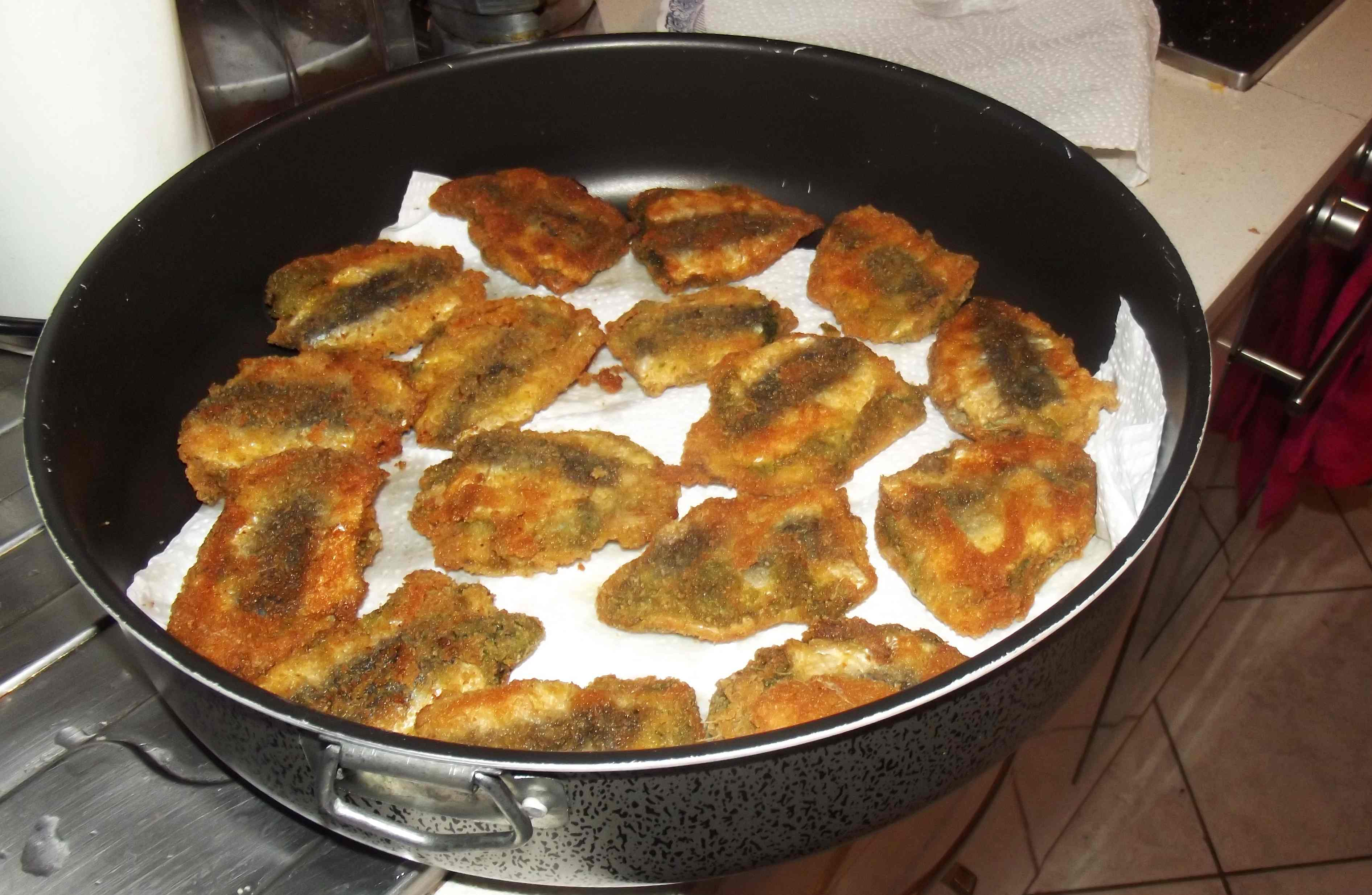
Acciughe ripiene
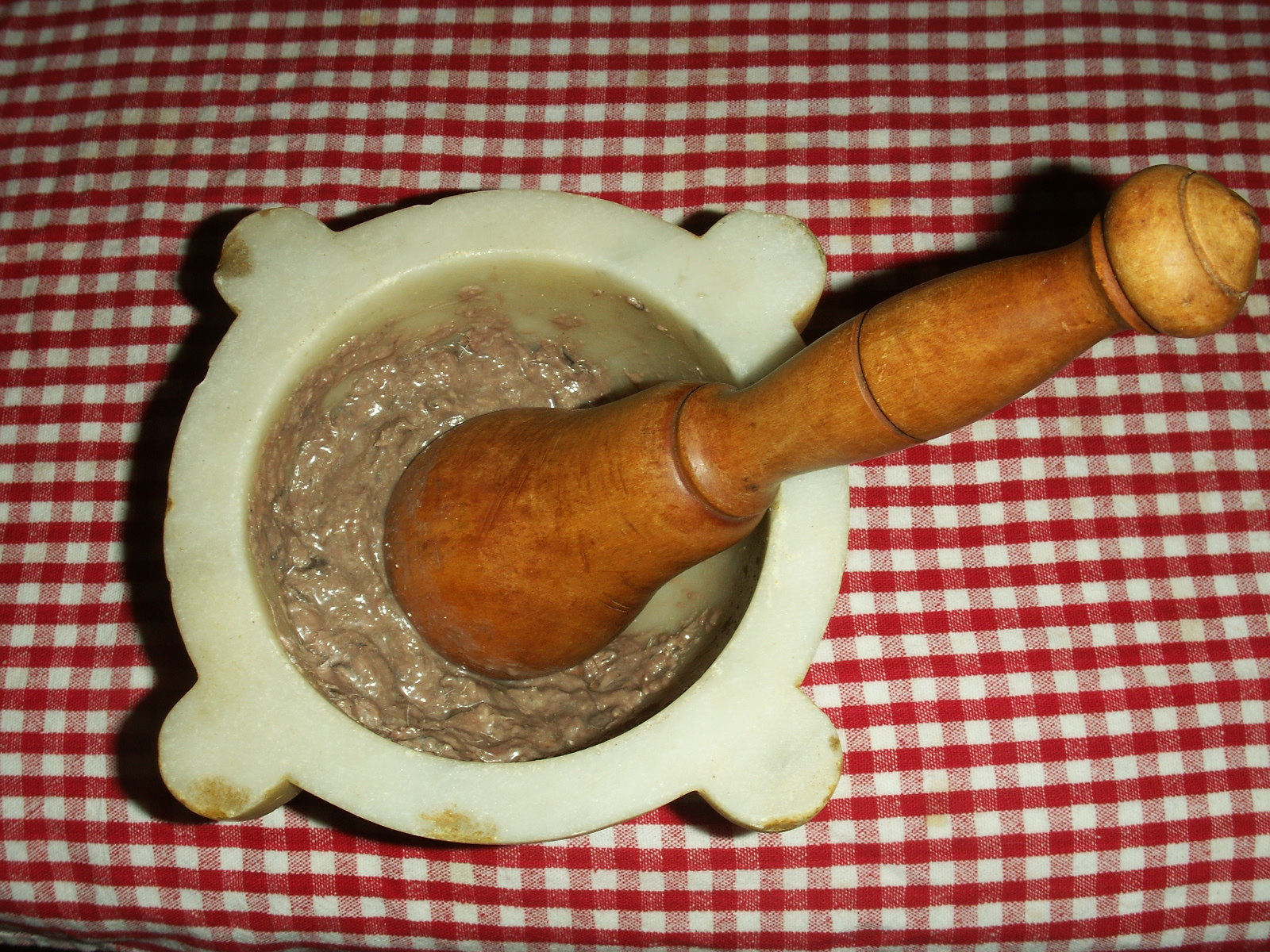
Pasta d'acciughe
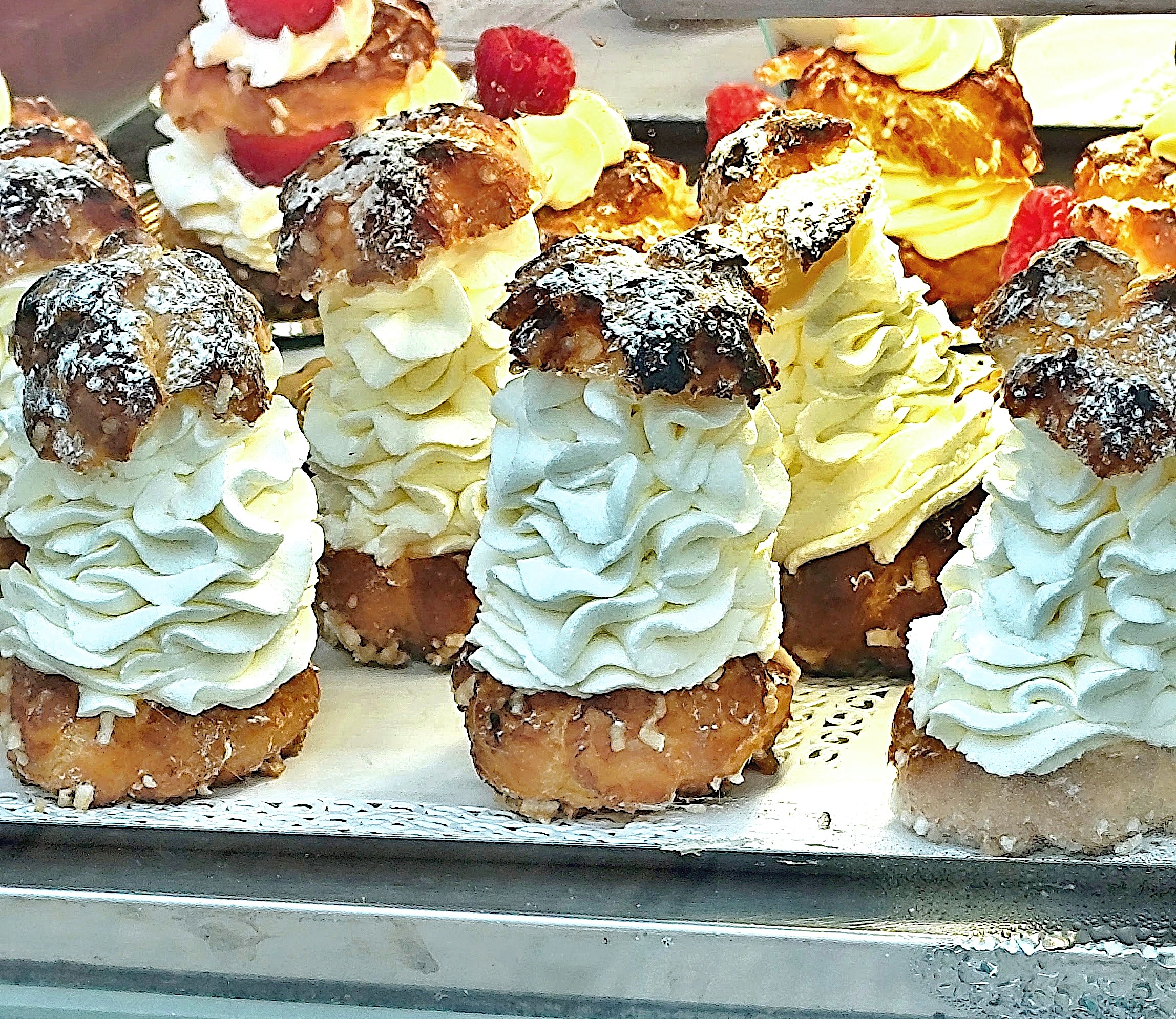
Cavolini
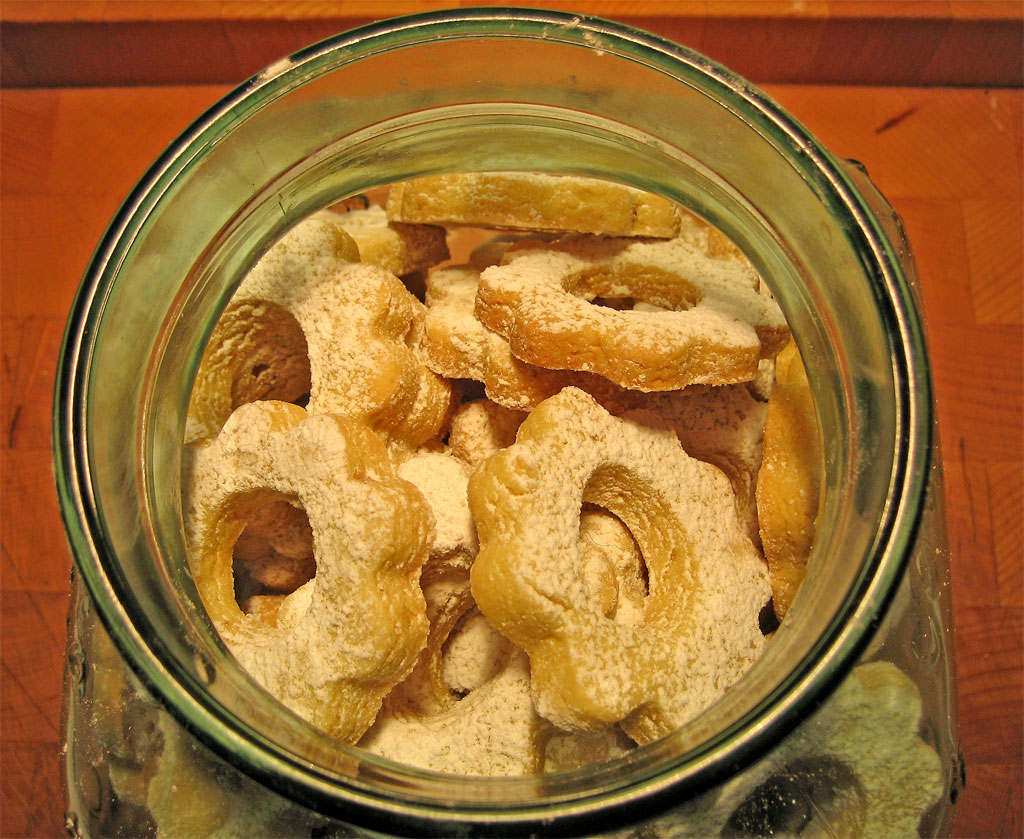
Canestrelli